# ژیل
ژیل (به فرانسوی: Gilles) ممکن است به یکی از موارد زیر اشاره بدارد:
- ژیل دلوز
- ژیل دو روبروال
- ژیل سیمون